# Fonds Jean-Lucien Hollenfeltz
Le fonds Jean-Lucien Hollenfeltz est le legs, fait au Conservatoire royal de Bruxelles, de la collection particulière ayant appartenu au médecin, humaniste et musicien érudit Jean-Lucien Hollenfeltz, de livres et de manuscrits musicaux de Constance Mozart (1762-1842) et son fils cadet Franz Xaver Wolfgang Mozart (1791-1844).

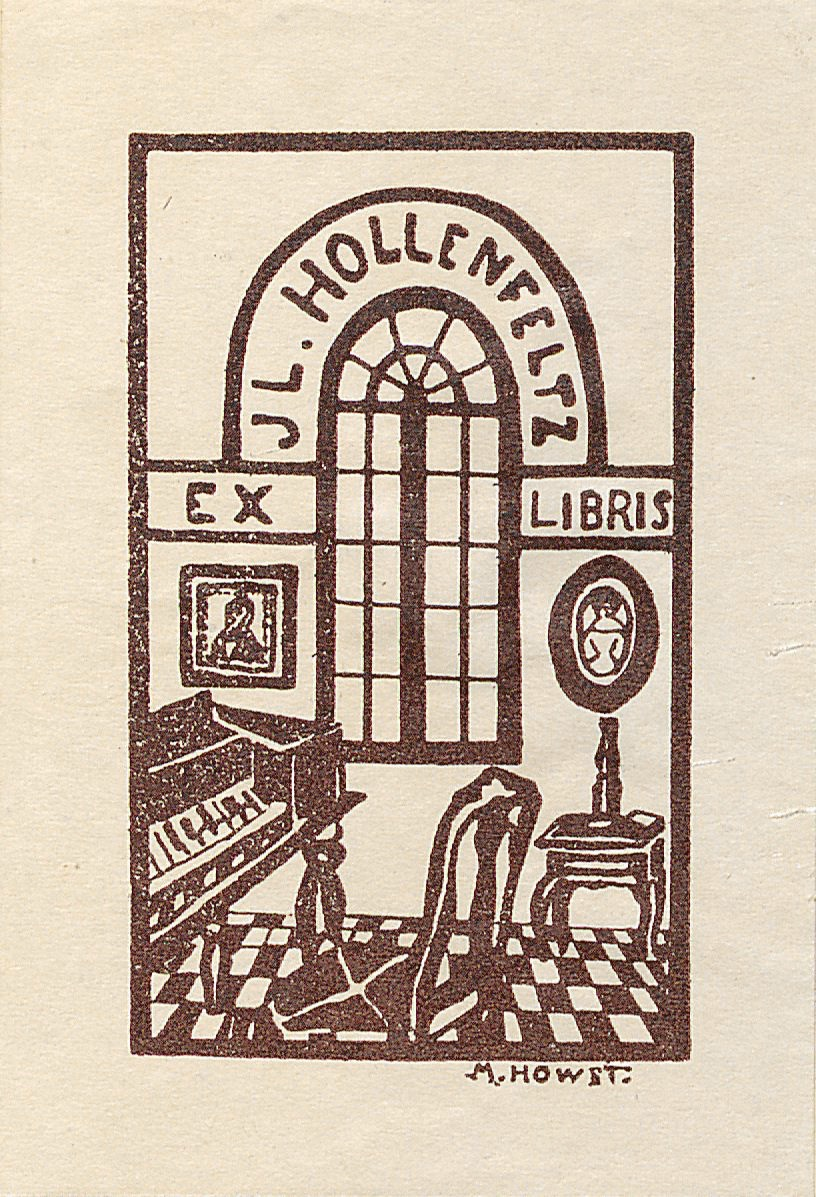
Ex-Libris du Dr. J.-L. Hollenfeltz

## Eléments biographiques
Né à Arlon en 1898, le Dr Hollenfeltz est entré dans l'histoire par ses actes de résistance durant la Deuxième Guerre mondiale à l'issue de laquelle il se fait abattre près de chez lui par un groupe de soldats allemands. Ce médecin généraliste, président provincial de la Croix-Rouge, fut également historien archéologue et musicologue, manifestant un grand intérêt pour la musique du XVIIIe siècle, et plus particulièrement pour Mozart et son entourage. Membre d'associations comme la Société française de musicologie, la Société internationale de musicologie ou la Société d'études mozartiennes, il lance la vie musicale arlonaise et entretient des rapports fréquents avec un grand nombre de musicologues spécialistes des questions relatives à l'illustre compositeur autrichien. 
En avril 1944, sachant ses jours comptés, il décide de léguer la majeure partie de ses collections privées au Conservatoire royal de Bruxelles. 

## Le Fonds
La vaste bibliothèque musicologique Hollenfeltz, composée de 425 documents et rehaussée par quantité d'inédits très anciens de grande valeur, inclut des revues et des ouvrages de musicologie, des travaux bibliographiques, des études et des notes biographiques, ainsi que des éditions originales et des manuscrits autographes. On y trouve également 73 copies de partitions originales de la main du Dr Hollenfeltz lui-même, en vue de leur exécution aux concerts de « La Renaissance » qu'il organise, commente et dirige dans sa ville natale.
Le fleuron de la compilation consiste sans conteste en l'Album de souvenirs de Constance Mozart – un petit manuscrit en format in-octavo oblong de cent-soixante-six pages daté de 1789 et couvrant la période 1801-1823, soigneusement relié, occasionnellement illustré, sorte de poésie recueillant des réflexions, des poèmes ou des impressions sur le thème de l'amitié en allemand, français, anglais, italien et latin.  

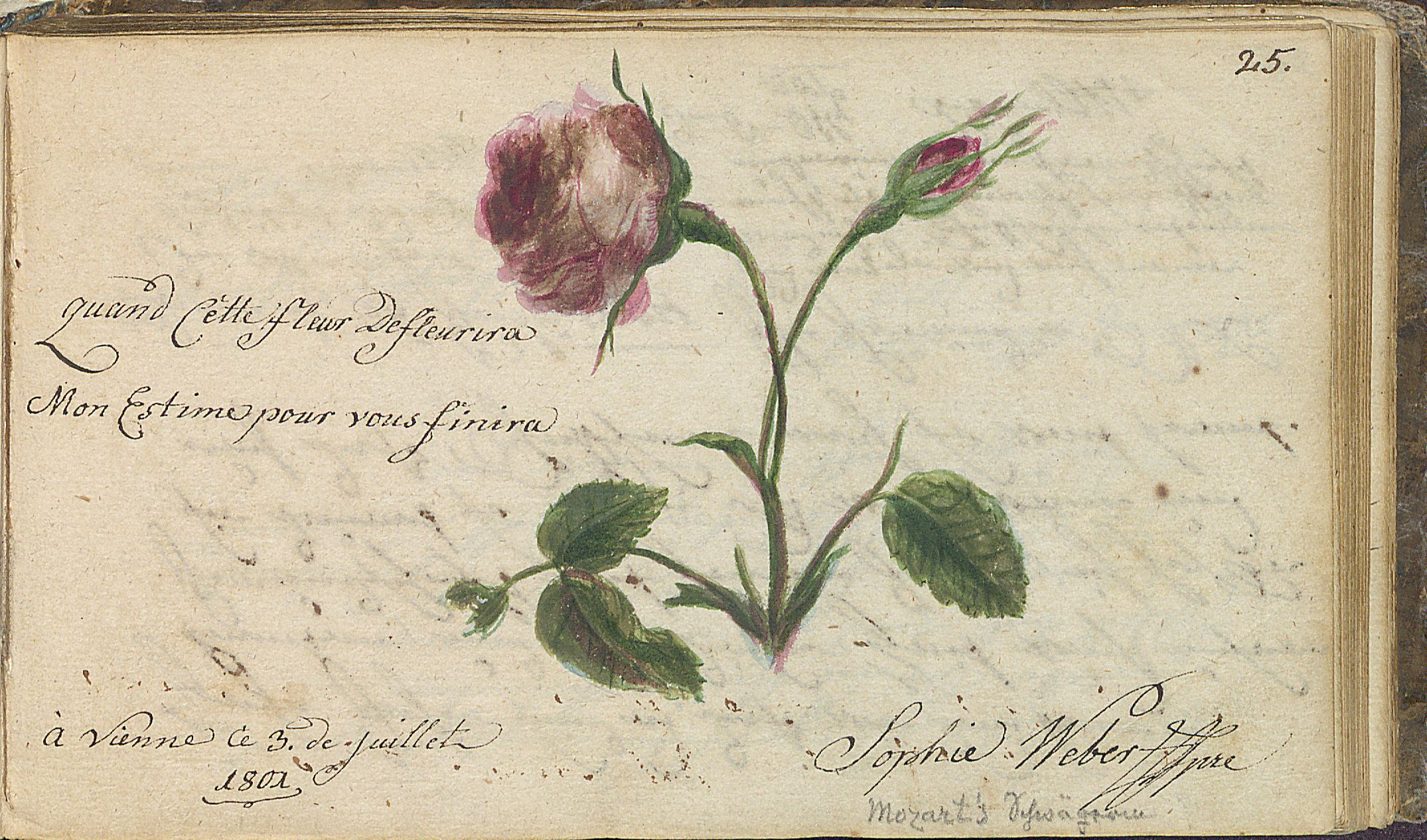
Une page de lAlbum de souvenirs de Constance Mozart, 1789 (Bibliothèque du Conservatoire royal de Bruxelles, B-Bc, FH-163)

À côté de ce joyau, la collection contient un Journal de voyage autographe de près de trois-cents pages de son fils Franz Xaver Wolfgang Mozart et une correspondance de lettres autographes de celui-ci adressées à sa mère, à son frère Karl Thomas Mozart, à son beau-père Georg Nikolaus von Nissen et à certaines maisons d'édition musicale à Leipzig, dont Carl Friedrich Peters ou Breitkopf & Härtel, entre 1802 et 1843. 

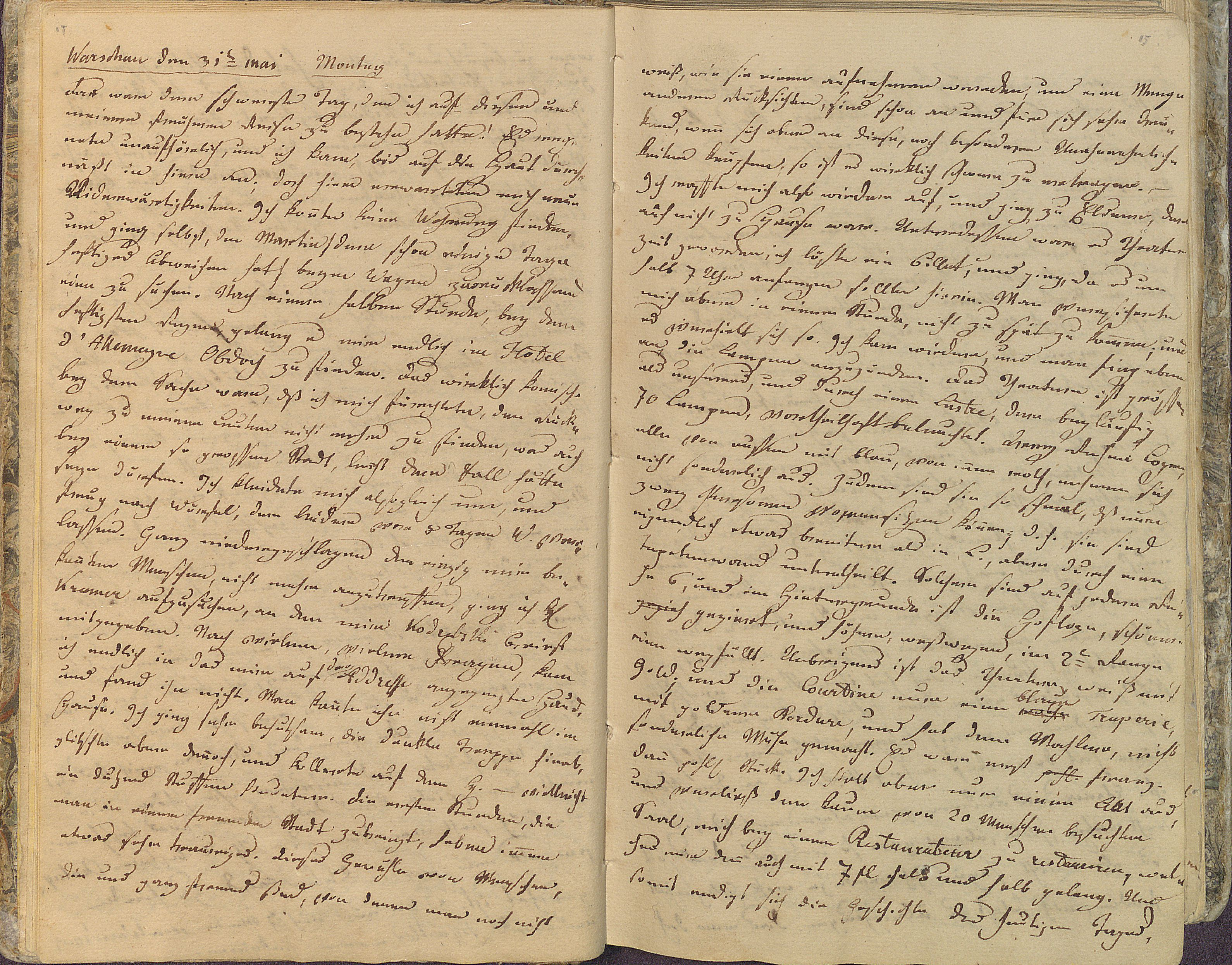
Deux pages du Journal de voyage 1819-1820 de Franz Xaver Wolfgang Mozart (Bibliothèque du Conservatoire royal de Bruxelles, B-Bc, FH-162)

Le fonds comprend en outre une vingtaine d'imprimés des œuvres de ce même F.X.W. Mozart (1791-1844), aujourd'hui oubliées, comme le Rondo pour pianoforte en fa majeur de 1802, dont les 16 premières mesures auraient été écrites, puis abandonnées, par son illustre père.
D'un intérêt majeur pour les recherches musicologiques mozartiennes, ce legs est accompagné d'une abondante iconographie – gravures, lithographies et, occasionnellement, photos.